# Araneus apache
Araneus apache är en spindelart som beskrevs av Levi 1975. Araneus apache ingår i släktet Araneus och familjen hjulspindlar. Inga underarter finns listade i Catalogue of Life.